# CFE-avtalet
CFE-avtalet (Treaty on Conventional Armed Forces in Europe, "avtalet om konventionella styrkor i Europa") är ett nedrustningsavtal med begränsningar för militär utrustning i Europa.
Avtalet undertecknades i Paris den 19 november 1990 och trädde i kraft 1992. Det ingicks mellan dåvarande Warszawapakten och NATO-länderna. CFE-avtalet har sedan dess moderniserats och anpassats med ändringar som funnit stöd i europeisk politik under 1990-talet. 
Avtalet har inneburit en kraftig reduktion av antalet konventionella vapen i Europa. CFE-avtalet är en grundpelare i arbetet med att begränsa offensiv militär kapacitet och säkra politisk stabilitet. Det bidrar således till att hindra destabiliserande styrkeuppbyggnad och är menat att verka också i eventuella krissituationer. De undertecknandes flottstyrkor och dessas aktiviteter berörs inte av dokumentet.
Avtalet sätter tak för placering av utrustning i avtalet upptagna materielkategorier i Europa, räknat från Atlanten till Uralbergen. Det är ett oeftergivligt krav att materieltaken skall efterföljas. Medlemsländerna skall hållas skyndsamt informerade om mängden av avtalsrelaterat materiel och dess lokalisering. Avtalet ger rättigheten och skyldigheten att genomföra respektive mottaga ett antal inspektioner och utvärderingar av militära avdelningar. 
CFE-avtalet innefattar materiel inom kategorierna stridsvagnar (battletank; tak på 40 000), pansarfordon (armoured combat vehicle; tak på 60 000), artilleri (artillery; tak på 40 000 pjäser), jaktflyg (combat aircraft; tak på 13 600 plan) och stridshelikoptrar (combat helicopter; tak på 4 000).
Den 14 juli 2007 meddelade Ryssland att landet ämnade avbryta iakttagandet av sina fördragsskyldigheter, vilket skulle träda i kraft 150 dagar senare. Detta ses som ett svar på USA:s planer att uppföra ett missilförsvarssystem i Polen och Tjeckien.

## Fördragsländer
- Armenien, Azerbajdzjan, Vitryssland, Belgien, Bulgarien, Kanada, Tjeckien, Danmark, Frankrike, Georgien, Tyskland, Grekland, Ungern, Island, Italien, Kazakstan, Luxemburg, Moldavien, Nederländerna, Norge, Polen, Portugal, Rumänien, Slovakien, Spanien, Turkiet, Ukraina, Storbritannien och USA.

- Ryssland var tidigare en avfördragsländerna men meddelade den 14 juli 2007 att landet ämnar frångå fördraget, med verkan 150 dagar senare.